# Коош, Янош
Янош Коош (венг. Koós János; 20 ноября 1937, Бухарест, Румыния — 2 марта 2019, Будапешт, Венгрия) — венгерский эстрадный певец и актёр.
Был популярен в СССР, принимал участие во многих музыкальных передачах, включая «Утреннюю почту»; издавался на пластинках фирмы «Мелодия» и журнала «Кругозор».

## Биография
Окончил музыкальное училище по классу гобоя. После этого в 1957—1960 годах играл в национальном оркестре Országos Pénzügyőr Zenekar. Имея хороший голос, в 1960 году Янош начал свою вокальную карьеру. Сначала перепевал известные шлягеры, затем стал сочинять собственные песни. Выступал с вокально-инструментальным ансамблем «Экспресс». Некоторое время работал в камерном театре варьете.
В 1966 году Янош Коош дебютировал в кино, снялся в нескольких фильмах вместе с именитыми актёрами венгерского кино. В Советском Союзе как актёр стал известен эпизодической ролью в фильме-боевике «Лев готовится к прыжку» (венг. Az Oroszlán ugrani készül, 1969).
За свою вокальную карьеру Янош Коош выпустил много альбомов и синглов. Он является обладателем нескольких музыкальных премий. Наиболее известными песнями Кооша считаются «Девушка у рояля», «День рождения», «Весёлый дедушка», «Я люблю тебя», «Хенки-пенки», «Не думай, что мир весь твой», «Одна ночь», «Пожалуйста, сейчас можно смеяться» и «Чёрный поезд» (русский текст: «Люди встречаются, люди влюбляются, женятся»).
В 1995 году был удостоен венгерского ордена Заслуг. В 2016 году был удостоен премии Pro Urbe Miskolc.

## Личная жизнь
В 1971 году Янош Коош женился на певице Шаролте Декань (венг. Dékány Sarolta, род. 1948). От этого брака у него было двое детей — дочь Река (1973) и сын Гергё (Гергей) (1976).